# Berdeniella freyi
Berdeniella freyi är en tvåvingeart som först beskrevs av Berden 1954.  Berdeniella freyi ingår i släktet Berdeniella och familjen fjärilsmyggor. Arten är reproducerande i Sverige. Inga underarter finns listade i Catalogue of Life.